# La Haute-Beaume

La Piarre este o comună în departamentul Hautes-Alpes, Franța. În 1 ianuarie 2022 avea o populație de 7 de locuitori.